# 魚胡路駅
魚胡路駅（ぎょころ-えき）は、中華人民共和国重慶市巴南区にある重慶軌道交通3号線の駅である。 駅番号は3/03。

## 歴史
- 2012年12月28日 開業

## 駅構造
島式ホーム1面2線である
| 至魚洞 | ←      | 3/02 | ← |            |
|        | ホーム |      |   |            |
|        | →      | 3/02 | → | 至江北機場 |